# Косара
Косара (болг. Косара) — село в Болгарии. Находится в Силистренской области, входит в общину Главиница. Население составляет 208 человек. Село находится в историко-географической области Южная Добруджа.

## История
Село основано в 1750 году армянами.

## Политическая ситуация
В местном кметстве Косара, в состав которого входит Косара, должность кмета (старосты) исполняет Нювит Юсеин Юсуф (Движение за права и свободы (ДПС)) по результатам выборов 2007 года правления кметства.
Кмет (мэр) общины Главиница — Насуф Махмуд Насуф (Движение за права и свободы (ДПС)) по результатам выборов 2007 года в правление общины.